# De verdwenen joker
De verdwenen joker is een stripverhaal uit de reeks Suske en Wiske. Het is geschreven door Ronald Grossey, en de tekeningen zijn verzorgd door Dirk Stallaert. Het album kwam uit in 2022.
Het was, na De sonometer, het tweede hommage-album aan de blauwe reeks. Dit was oorspronkelijk een aparte serie Suske en Wiske-verhalen die Willy Vandersteen in de jaren 50 van de 20e eeuw speciaal voor Kuifje maakte. In het verhaal is dan ook geprobeerd om de kenmerkende tekenstijl uit deze reeks aan te houden. Ook doen, zoals gebruikelijk was in de blauwe reeks, van de vaste hoofdpersonages alleen Suske, Wiske en Lambik mee.

## Personages
- Suske, Wiske, Lambik, werklui, moteleigenaar, jongeman op de vlucht, Jean Lerectangle van het Ministerie van Ondoorgrondelijke Peiligen (MOP), June West, Helene Clerc (fairhostess en gids op de Expo), Jack Buleit (manager June West), Mehdi Brahem (Tunesisch paviljoen), kameraad Naroemov en Polina (Russisch paviljoen), meneer Priem[1], acteurs, politieagenten, journaliste Sophie Bunder

## Locaties
- Heizelvlakte met Expoterrein 1958 (Brussel), motel in de buurt

## Verhaal
Op 14 april 1958 neemt Lambik, als verslaggever van Het Laatste Uur, Suske en Wiske mee naar het Expoterrein. Vanwege zijn baan mag Lambik het terrein al op voordat de tentoonstelling "Expo58" drie dagen later van start zal gaan. Er zijn veel paviljoens en het Atomium glimt. 
Een jongeman stopt stiekem een kaartspel in Lambiks jaszak. In het motel ontdekt Lambik dit pas. Hij verliest elk potje en gooit de kaarten boos weg, waardoor de joker achter een plant valt. Suske ontdekt dat er in twee kaarten gaatjes zitten. Dan valt het licht opeens uit en een inbreker weet te ontkomen. Het kaartspel blijkt hierna te zijn verdwenen, alleen de twee kaarten met gaatjes zijn nog in het bezit van Suske.
De volgende dag mag Lambik een interview afnemen met de actrice June West in het Amerikaanse paviljoen. Als West de twee speelkaarten in Lambiks jaszak ziet, nodigt ze hem uit voor een diner in het Tunesisch restaurant. Als Lambik weer naar buiten loopt, wordt hij gedwongen het Russisch paviljoen te betreden en twee personen eisen de speelkaarten. Dan komt Priem, een oude bekende, naar de vrienden toe met zijn slang Repelsteeltje. Hij geeft een show waarin hij hypnose gebruikt en nodigt de vrienden hiervoor uit
Dan zien de vrienden de inbreker en ze volgen hem naar het Tsjechisch-Slowaaks paviljoen. Ze krijgen nog een speelkaart in handen, die ook al gaatjes blijkt te hebben. Een mysterieuze clown geeft aan Suske en Wiske een beker. Intussen maakt Lambik zich klaar voor het diner met June West. Er valt een briefje uit de beker met het opschrift 'Suisse'. Ze gaan naar het Zwitsers paviljoen en zien de manager van June West met de inbreker praten. Suske volgt de manager. Wiske blijft en ziet de Russische mevrouw dan met de manager van June West in overleg over de speelkaarten. Inmiddels is Lambik dronken gevoerd en June West heeft de speelkaarten te pakken gekregen. Ze heeft echter niet door dat Lambik de kaarten heeft verwisseld en dat hij zodoende juist de kaart die zij had in handen krijgt. Wiske heeft intussen gehoord dat de paviljoenen van Thailand, Hawai en Canada belangrijk zijn. Ze gaan naar deze paviljoenen. 
Lambik gaat een potje kaarten met Ailani Kaulana en hij krijgt de laatste kaart met gaatjes in handen. Het blijkt dat deze in de bagage van Ailani zat. Lambik geeft de kaarten aan de Russen. Wiske herinnert zich het gesprek dat ze afluisterde. De kaarten zouden dienen om Ramac te activeren. Helene Clerc vertelt dat dit de nieuwste computer is en de vrienden gaan daarop naar het IBM-paviljoen. Ze worden ontdekt door de Russen en zien dat de speelkaarten eigenlijk ponskaarten zijn. De inbreker, de clown en de jongeman komen het paviljoen binnen. Ze nemen de Russen gevangen samen met politieagenten. De clown blijkt Jean Lerectangle te zijn, de inbreker is CIA-agent Lefty Merrill en de jongeman is Thomas Watson jr. Hij is computerprogrammeur bij IBM. Het blijkt dat er een CIA-computer met zeer geheime informatie naar Brussel werd verscheept in plaats van de IBM-computer die tentoongesteld zou worden. Watson steekt de kaarten in de computer, maar uitgerekend de kaart met het wachtwoord ontbreekt.
Er wordt geprobeerd contact te zoeken via een telefoon met de CEO van de CIA en de Deputy Director Intelligence, maar de één staat op het golfterrein en de ander speelt tennis. Ze horen de telefoon daardoor niet. De vader van Thomas had ook een wachtwoord, maar hij is overleden. Wiske herinnert zich meneer Priem. Lambik reist dankzij Priems hypnose naar Reims in het jaar 1918. Hier ontdekt hij dat Thomas Watson is neergeschoten en naar een ziekenpost in Gueux is gebracht. Mademoiselle Anne Desclaux heeft Thomas verzorgd, maar zijn been moest afgezet worden.
Lambik keert terug naar het heden en de achternaam van Anne wordt ingevoerd. 'Desclaux' blijkt inderdaad het codewoord te zijn. De informatie over de geheime agenten wordt uitgedraaid, maar dan lukt het mevrouw West en haar manager om de lijst te stelen. Sophie Bunder krijgt haar te pakken en het lukt Wiske de lijst veilig te stellen. 
Als de Expo wordt geopend, ontdekt Lambik dat Sophie Bunder er met zijn primeur vandoor is gegaan. Wiske vertelt dat de Italiaanse actrice Villani Lorhen naar Brussel komt en Lambik wil haar interviewen. Dan komt er een waarzegster langs en ze legt kaarten. Ze waarschuwt voor het gevaar van een Italiaanse dame.